# Шинкарук Авксентій Вікентійович
Авксе́нтій (Оксе́нтій) Віке́нтійович Шинкару́к (1906 , Мале Оріхове, Ковельський повіт, Волинська губернія, Російська імперія  — невідомо ) — український радянський діяч, селянин, голова селянського комітету (сільської ради) села Оріхове Ратнівського району Волинської області. Депутат Верховної Ради УРСР 1-го скликання.

## Біографія
Народився 1906 року в бідній селянській родині в селі Оріхове, тепер Ратнівського району Волинської області. З юних років наймитував, працював у сільському господарстві.
До 1929 року — на військовій службі в польському війську.
Після демобілізації повернувся до рідного села, рибалив на озерах, працював у лісництві.
За революційну діяльність переслідувався польською владою. У 1936 році за підготовку страйку був заарештований і засуджений до тюремного ув'язнення. Перебував у в'язницях Седльця, Кобрина, Равича. У вересні 1939 року звільнений із ув'язнення.
З кінця вересня 1939 по 1941 рік — голова селянського комітету, голова сільської ради села Оріхове Ратнівського району Волинської області.
24 березня 1940	року обраний депутатом Верховної Ради УРСР 1-го скликання по Ратновському виборчому округу № 306 Волинської області.
Під час німецько-радянської війни служив на Північному флоті.
Після демобілізації жив у селі Ратне. 
Подальша доля не відома.